# Noel Gallagher
Pour les articles homonymes, voir Gallagher.
Noel Thomas David Gallagher, né le 29 mai 1967 à Burnage, Manchester (Angleterre), est un multi-instrumentiste, chanteur et auteur-compositeur-interprète britannique d'origine irlandaise.
Il est le compositeur principal, lead-guitariste et chanteur occasionnel du groupe de rock britannique Oasis qui comprend aussi son frère cadet Liam Gallagher, chanteur principal. Ils forment une fratrie chamailleuse célèbre dans la presse musicale. C'est une bagarre entre eux deux, avant de monter sur la scène du festival Rock en Seine, qui a mis fin au groupe en 2009. Il forme ensuite en 2011 un nouveau groupe nommé Noel Gallagher's High Flying Birds.
Dans le milieu des années 1990, Noel Gallagher a été un des acteurs principaux du mouvement britpop durant lequel le groupe Oasis a connu de grands succès critiques et commerciaux.
Le groupe Oasis se reforme le 27 août 2024, amorçant une période de trêve entre les deux frères.

## Biographie
Noel Gallagher naît le 29 mai 1967 à Burnage, un quartier de Manchester. Il est le deuxième enfant de la famille : son frère Paul est né en 1966. La naissance de Liam en 1972 provoque le déménagement de la famille à Ashburn Avenue. Noel vit une enfance malheureuse avec un père violent qui bat souvent ses enfants, lui et Paul en particulier, ce qui les rend victimes de bégaiements. À l'adolescence, Paul bénéficie de sa propre chambre. Noel et Liam (qui traitait son aîné de « maboul de la famille ») sont contraints de cohabiter.
En 1976, Peggy Gallagher obtient un contrat de divorce, mais se sépare de Tommy six ans plus tard, emmenant les garçons avec elle. Les trois adolescents - et en particulier Noel -, devenus plus indépendants, ont régulièrement affaire avec la police. Noel passe voir sa mère à l'école dans laquelle elle est gardienne tous les midis et la laisse le reste de la journée. Il est renvoyé de son lycée à l'âge de quinze ans pour avoir jeté un sac de farine sur un professeur, et admet avoir plusieurs fois volé des auto-radios dans la rue. Il avait l'habitude de traîner avec les gangs de hooligans Mayne Line Crew, Under-5s et Young Guvnors dans les années 1980, et il est mis en liberté surveillée à l'âge de treize ans pour avoir dévalisé une épicerie.
Liam et lui, qui travaillent tous les deux dans la compagnie immobilière de leur père, gardent un contact tumultueux avec ce dernier, et les nombreuses disputes de la journée les obligent à travailler jusqu'à 21h presque tous les soirs. Noel décide finalement de quitter cette compagnie pour en intégrer une autre, affiliée à la British Gas. Il se blesse au pied droit, après la chute d'un tuyau d'acier et est transféré à un emploi moins physique dans un entrepôt. C'est là qu'il se met à pratiquer plus souvent la guitare. Il prétend d'ailleurs avoir écrit au moins trois chansons du futur album Definitely Maybe durant cette période, dont Live Forever et Columbia. Cette période, correspondant à la fin des années 1980, voit grandir un Noel plutôt laxiste, passant ses journées à prendre de la drogue, écrire et composer, sa culture musicale s'étant étendue aux groupes « phares » de l'Angleterre, tels que les Beatles, les Who, les Rolling Stones, les Kinks ou encore T. Rex.

### Formation et ascension

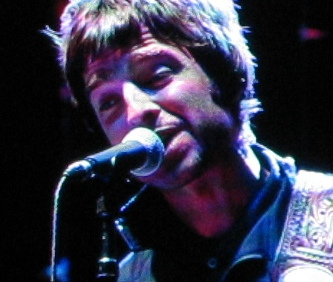
Live au Shoreline Amphitheatre de Mountain View (Californie) en 2005.

Noel Gallagher apprend seul à jouer de la guitare (durant notamment la fameuse mise en liberté surveillée, pendant laquelle sortir était difficile) en écoutant la radio ou des disques des Beatles et des Smiths (particulièrement le single This Charming Man), avec une guitare laissée par son père, puis se perfectionne en prenant des cours avec un professeur, Dayle Robertson. Il avoue qu'« à partir de ce moment-là […] j'ai voulu être Johnny Marr [NdT : guitariste des Smiths] ».
En 1988, il rencontre le guitariste des Inspiral Carpets, Graham Lambert, lors d'un concert des Stone Roses et, après avoir sympathisé et commencé à jouer avec lui, il devient un habitué des concerts du groupe. Lorsqu'il apprend que leur chanteur de l'époque, Steve Holt, quitte la bande, il postule immédiatement pour la place vacante, mais est rejeté. Néanmoins, il sera engagé comme roadie et sera considéré comme un membre à part entière du groupe, les accompagnant partout pendant deux années. Le nouveau chanteur, Tom Hingley, assura d'ailleurs que Noel devait sa propre carrière au groupe.
Il devient également proche d'un des roadies, Mark Coyle, grâce à leur intérêt commun pour les Beatles ; ils passeront alors beaucoup de temps ensemble à disséquer les morceaux du groupe. Mark deviendra plus tard l'un des principaux producteurs du premier album d'Oasis, Definitely Maybe.
En 1991, son frère Liam rejoint le groupe The Rain, qu'il renomme Oasis. La même année, de retour d'une tournée aux États-Unis avec les Inspiral Carpets, Noel assiste à une représentation du groupe. Après le concert, Liam et les autres membres du groupe proposent à Noel de devenir leur manager, puis l'invitent finalement à rejoindre le groupe, où il s'impose vite en tant que principal compositeur. Ainsi, de 1991 à 2000, Noel assure la direction du groupe, écrivant seul les chansons et dirigeant seul Oasis. À partir des années 2000, le groupe semble cependant prendre une direction plus démocratique, les autres membres participant de plus en plus à l'écriture des chansons.

### Les années Britpop et la rencontre du succès
En mai 1993, la bande apprend qu'un agent de chez Creation Records, prestigieuse maison de disques, auditionne au King Tut's, un bar de Glasgow. L'argent pour louer un van est vite déniché et les cinq musiciens partent pour la ville. Une fois sur place, l'entrée leur est refusée, leurs noms n'apparaissant pas sur la liste ; ils parviennent cependant à assurer la première partie du show avec un set de 4 chansons qui impressionne l'agent Alan McGee. Après avoir envoyé un enregistrement vidéo de leur démonstration à Sony Music Entertainment, il les invite une semaine plus tard à Londres où le premier contrat d'Oasis, un EP de 6 titres, est signé. Bien que McGee assurait que son nouveau protégé possédait au moins 15 morceaux prêts à l'enregistrement, Noel a toujours prétendu n'en n'avoir qu'une demi-douzaine à l'époque. La notoriété du groupe commence néanmoins à s'étendre ; Richard Ashcroft lui propose d'assurer les premières parties de la tournée de The Verve, ce qu'il ne fera jamais. Une bagarre éclate alors sur le ferry les renvoyant « illico» en Angleterre.
Le 11 avril 1994 marque la sortie du single Supersonic et l'entrée en puissance d'Oasis dans l'histoire de la musique britannique. Le morceau, «écrit aussi vite qu'il dure» selon Noel, atteint la 31e place de l'UK Singles Chart et est suivi de la parution, le 30 août, du premier album du groupe Definitely Maybe. Acclamé par la critique, il est à l'époque le disque britannique à s'être vendu le plus rapidement (entre 100 000 et 150 000 exemplaires écoulés en à peine 4 jours, le propulsant à la première place des charts), et reste encore aujourd'hui un classique du rock 'n' roll et le préféré de la bande.

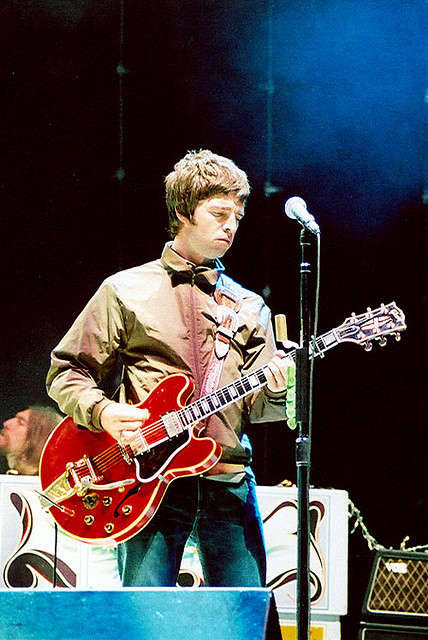
Noel Gallagher lors d'une prestation en 2005.

Malgré cette énorme popularité naissante, Noel quitte brièvement le groupe pendant leur première tournée américaine, arguant que la presse ne comprenait pas les véritables idées du groupe et n'avait d'yeux que pour les styles grunge et metal qu'il combattait hardiment (notamment avec le single Live Forever). Après un désastreux concert à Los Angeles, une dispute musclée entre lui et Liam le conforte dans son intention de quitter la bande. Il s'envole pour San Francisco sans en parler à personne et y est recueilli par une fan qui le reconnaît dans la rue. Après plusieurs jours à l'avoir « écarté du précipice », elle le convainc de continuer sur sa lancée et c'est un Noel revigoré qui prend la route de Minneapolis, la future face-b Talk Tonight sous le bras, écrite pour son hôte. Il se réconcilie avec son frère et le groupe reprend son chemin en accueillant cependant le nouveau batteur Alan White qui pallie le départ de Tony McCarroll, viré après une rixe avec Liam.
Début 1995 paraît leur second opus, (What's the Story) Morning Glory?, qui deviendra un grand classique de la musique pop anglaise, ainsi que les singles Some Might Say, Champagne Supernova et le méga tube Wonderwall: initialement prévu pour être interprété par Noel, il est laissé à Liam et Noel chante à la place sur Don't Look Back in Anger, deuxième plus grand succès de l'album, lui permettant d'atteindre la 1re place des charts britanniques (où il tiendra 10 semaines) et la 4e des charts américains. Il devient alors rapidement l'album le plus vendu du groupe avec près de 22 millions de copies écoulées à ce jour.
La notoriété grandissante du groupe est en grande partie due au style « Sex, Drugs & Rock'n'roll » que prônent les deux frères Gallagher qui se saoulent en public, prennent de la drogue sans modération et attirent déjà la presse à scandales par leurs accrochages avec leurs fans, leurs collègues et entre eux deux. Devenu soudain richissime, Noel dépense de façon inconsidérée dans les voitures et les piscines de luxe, ne sachant pourtant ni conduire, ni nager. Il nomme ses deux chats Benson et Hedges, en référence à sa marque préférée de cigarettes.
Parallèlement, le groupe commence à côtoyer les grands noms de la musique tels que Paul Weller (The Jam), Ian Brown, Mani (chanteur et bassiste des Stone Roses), et Noel participe à plusieurs projets musicaux à cette époque, collaborant avec son ami et fan du groupe Johnny Depp et sa petite amie Kate Moss sur The Help Album (en faveur de l'association caritative War Child), intégrant momentanément le supergroupe Smokin' Mojo Filters (Paul McCartney, Paul Weller…) pour interpréter le tube Come Together des Beatles. Il joue également avec plusieurs autres groupes comme les Chemical Brothers, The Stands, The Prodigy… En 1996, son influence est telle qu'un article du journal musical NME assure que « Quand Noel, le plus grand compositeur de sa génération, [décide] de promouvoir un groupe, il le [destine] à une gloire quasi immédiate et, très probablement, à des ventes plus que convenables. Bien que Noel ne [fasse] pour l'instant l'éloge que d'une demi-douzaine de groupes, ce regroupement [constitue] une puissante institution musicale ». Cet article est suivi de la bannière « Noelrock » qui présente les fameux groupes loués par Gallagher, incluant The Boo Radleys, Ocean Colour Scene ou encore Cast. John Harris, l'auteur de l'article, termine en expliquant que Noel et ces groupes partagent « un amour confus pour les années 1960, un déni des ingrédients les plus basiques du rock actuel et une volonté de croire en la suprématie de la “vraie musique” » .
Oasis devient donc en 1996 le groupe dont on parle. Drogues, bagarres, chambres d'hôtels saccagées, concerts annulés… les producteurs paient au prix fort les frasques de la fratrie Gallagher et leur troisième opus, Be Here Now, est attendu avec impatience. Sa parution (le 21 août 1997) est immédiatement suivie d'un succès colossal autant auprès des fans que des critiques (grâce entre autres aux singles D'You Know What I Mean ?, All Around the World et Stand by Me). Pourtant, l'album paraît s'user avec le temps, la critique devenant de moins en moins complaisante à son égard, et Noel le considérera finalement comme son plus mauvais car écrit à une époque où l'addiction à la drogue et à l'argent prenaient trop souvent le dessus sur l'unité du groupe.

### Années post-Britpop

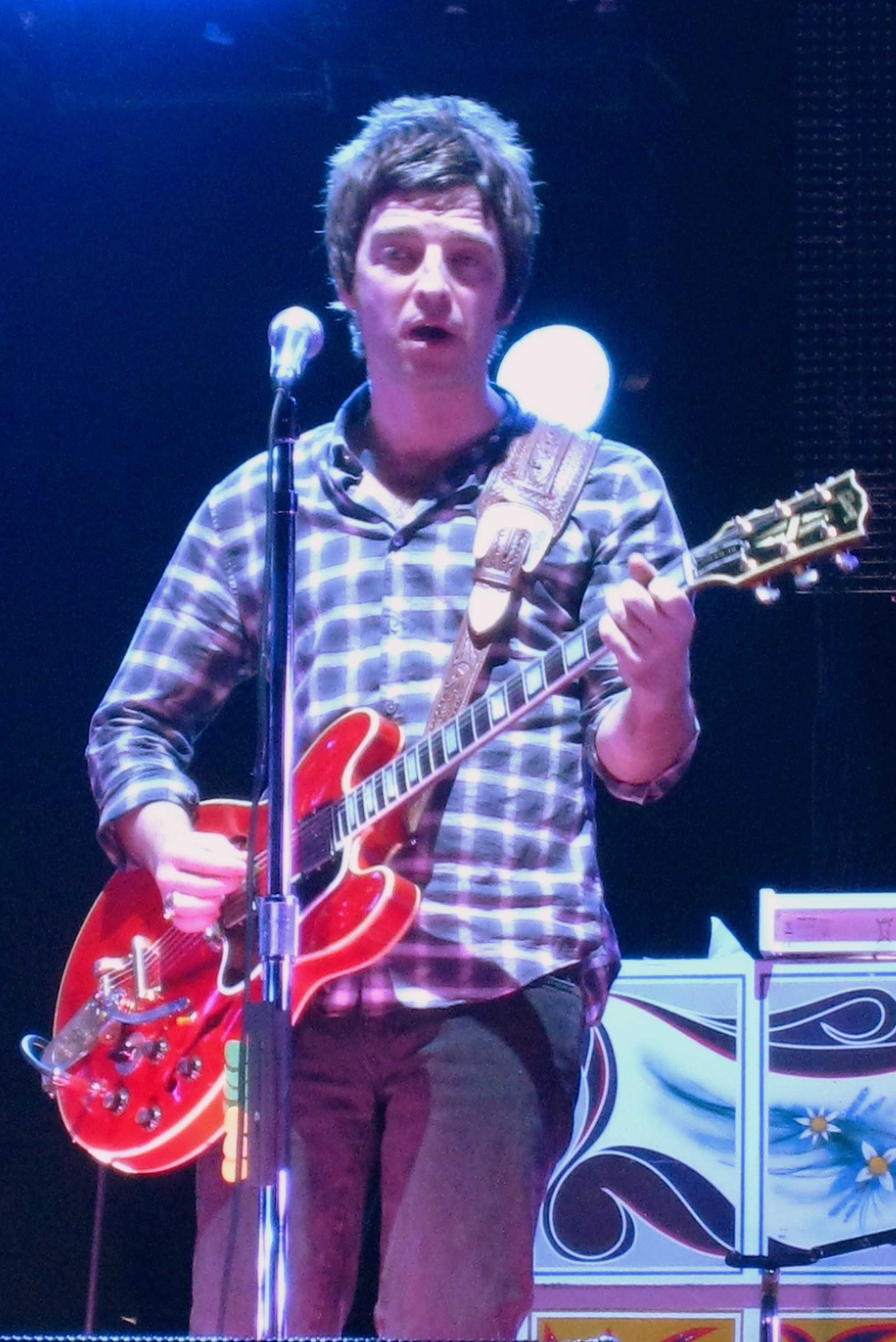
Noel Gallagher interprétant Champagne Supernova lors d'un concert

L'échec relatif de Be Here Now vient en parallèle avec l'arrivée à une célébrité plus sereine pour Oasis qui passe du statut de groupe de rock « sale » aux membres intenables à celui de groupe plus considéré et attentif à son image. En 1997, Noel est d'ailleurs invité - entre autres célébrités ayant soutenu le Parti travailliste - au 10 Downing Street par le tout nouveau premier ministre Tony Blair. Liam et Damon Albarn (leader de Blur et ennemi virulent d'Oasis) refusent cette invitation, Damon souhaitant « un agréable bavardage » à l'ex working-class hero en train de sourire aux photographes aux côtés de Blair, une coupe de champagne à la main. Quelques années plus tard, il avouera s'être cependant laissé tenter par un rail de coke dans les toilettes de la prestigieuse résidence.
Côté musique, Oasis reste un groupe sous tension permanente et une dispute de trop marque le départ du guitariste rythmique Paul « Bonehead » Arthurs, suivi de près par le bassiste Paul « Guigsy » McGuigan. « Ce n'est pas Paul McCartney quittant les Beatles, non ? » note simplement Noel à propos de « Bonehead », remplacé après l'enregistrement de l'album par Gem Archer, qui se révélera bien meilleur musicien que son prédécesseur. Standing On The Shoulder Of Giants est donc réalisé par les frères Gallagher et le batteur Alan White, Noel assurant les guitares sur tous les morceaux. L'album sort le 28 février 2000 et est suivi d'une vague de succès mais se révèlera l'échec commercial le plus retentissant du groupe (« seulement » 3 millions de copies vendues à travers le monde). Un peu plus tard, l'ex-guitariste/chanteur de Ride, Andy Bell, complète la formation en tant que bassiste mais également en tant que compositeur (A Quick Peep, Keep the Dream Alive… paru sur les albums suivants).
Le titre Gas panic!, très représentatif de ce 4e opus aux sonorités nouvelles et aux textes oniriques, est inspiré de l'addiction de Noel aux drogues : « J'aimais ça. Plus que n'importe qui. J'en prenais depuis trop longtemps, puis j'ai eu une série de crises d'angoisse [durant 1998] et j'ai arrêté car je le voulais. Une fois la décision prise, c'est vraiment facile de se calmer ». Il prétend cependant aujourd'hui ne se rappeler « presque de rien » entre les années 1992 et 1998.
Un peu plus tard, Alan McGee quitte Creation Records et le lègue en grande partie à Sony. Noel saisit alors cette opportunité pour créer Big Brother Recordings et le single Go Let It Out est le premier produit du groupe à être mis en vente sous ce label. La distribution internationale du groupe continue cependant à se faire sous le label Epic Records de Sony. Noel crée son propre label en 2001 sous le nom de Sour Mash Records qui distribue actuellement des artistes comme Shack ou Proud Mary.
Début juin 2002 sort Heathen Chemistry, cinquième album de la bande. À moitié composé par le reste du groupe, il reste un album au psychédélisme un peu « brouillon », les compositions fantasques de Liam (Born on a Different Cloud, Songbird) contrastant avec des morceaux plus rock (The Hindu Times, Little by Little ou encore Hung in A Bad Place, signé Gem Archer).

### Le renouveau ...

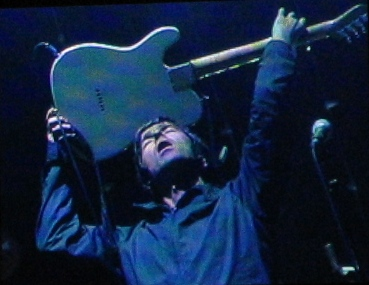
Live au "Shoreline Amphitheatre" de Mountain View (Californie) en 2005.

Le 30 mai 2005 paraît Don't Believe the Truth, sixième opus du groupe marquant un retour aux sources, et séduit largement le public. Il se classe numéro un des ventes au Royaume-Uni à sa sortie et deux de ses trois singles arrivent également en tête des charts britanniques (Lyla et The Importance of Being Idle). Il est à noter que six des titres de l'album sont exclusivement écrits par Liam, Gem ou Andy, Noel devenant plus souple sur le partage des compositions.
Du 2 novembre 2006 au 27 mars 2007, Noel Gallagher entreprend une tournée semi-acoustique sans son frère Liam pour promouvoir la sortie du Best-Of du groupe Stop The Clocks, simplement accompagné de Gem et de Terry Kirkbride aux percussions. Un album live, The Dreams We Have as Children (ligne tirée de la face-b Fade Away), sera tiré de cette tournée et constituera son premier album solo.
Début 2007, Oasis reçoit l'Outstandig Contribution to Music (le prix de la plus remarquable contribution musicale) aux Brit Awards 2007, bien que Noel semble s'intéresser de plus en plus à une carrière solo.
L'unité du groupe se confirme cependant le 6 octobre 2008 avec la sortie de leur dernier album en date, Dig Out Your Soul. Avec des sons puissants « qui décollent la pulpe du fond » et des textes avec lesquels on revisite « [les] plus grands trips psychédéliques [de Noel] » (la jeunesse, la vie de rock-star…), cet opus s'impose directement en tête des charts et est suivi d'une campagne de promotion importante, le groupe entreprenant en parallèle une tournée internationale jusqu'à la séparation le 28 août 2009.

### ... et la séparation
Juste avant de monter sur scène pour le festival Rock en Seine, Noel Gallagher annonce qu'il quitte le groupe après une énième dispute avec son frère ayant entraîné une bagarre et l'explosion d'une guitare dans les coulisses : « C'est avec une certaine tristesse et un grand soulagement que je vous informe que je quitte Oasis ce soir. Les gens écriront et diront ce qu'ils veulent mais je ne pouvais plus travailler un jour de plus avec Liam ». Sa carrière musicale n'est cependant pas terminée, Noel assurant qu'il a encore plusieurs « formidables » chansons en réserve pour un probable album solo.
En mai 2009, le journal The Times en collaboration avec iTunes met en vente la compilation The Dreams We Have as Children (Live for Teenage Cancer Trust), contenant aussi bien plusieurs succès du groupe que des morceaux non commercialisés ou des reprises (The Beatles, The Smiths…), tous interprétés par Noel accompagnés de Gem Archer. Les fonds ont été reversés à la recherche sur le cancer.
Après six mois de silence depuis la séparation d'Oasis, Noel Gallagher annonce qu'il remonte sur scène pour le Teenage Cancer Trust, œuvre qu'il avait déjà soutenue en 2007 avec Gem Archer. Ces concerts eurent lieu les 25 et 26 mars 2010 à Londres au Royal Albert Hall. Noel fut cette fois accompagné d'une chorale et d'un orchestre, reprenant ainsi les plus grands succès d'Oasis.
Début 2010, des rumeurs parcourent les tabloïds anglais annonçant que Noel remplacerait bientôt l'animateur Simon Cowell dans le jury de l’émission American Idol ; il n'en sera rien.

### Noel Gallagher's High Flying Birds

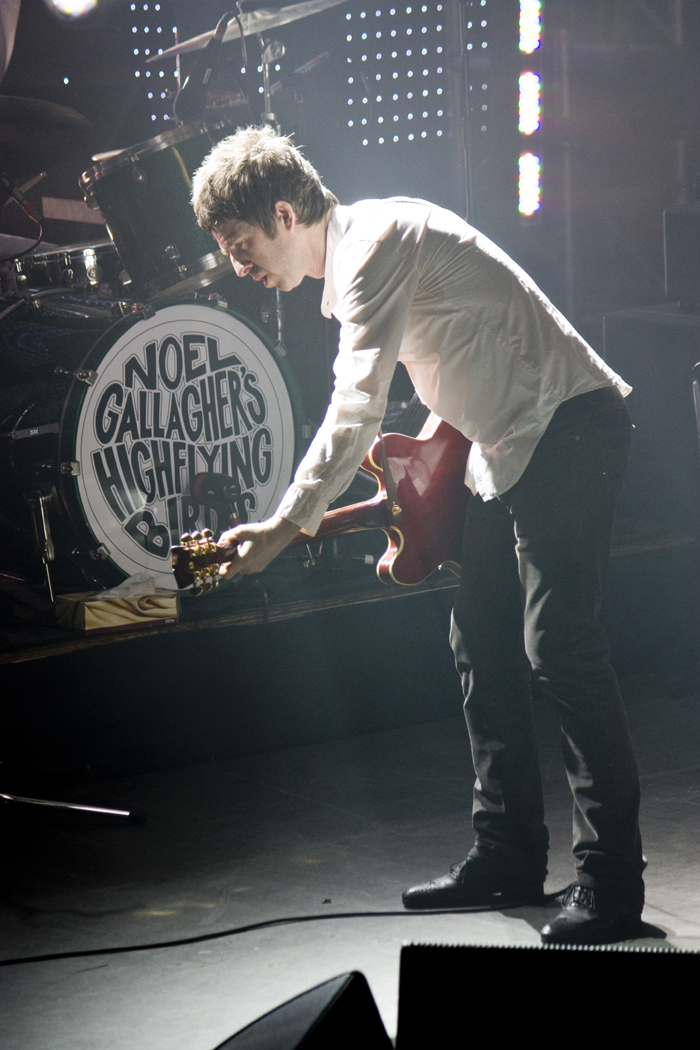
Noel Gallagher à Barcelone en 2012.

Le 6 juillet 2011, Noel Gallagher annonce son retour sur la scène musicale avec un nouveau groupe nommé Noel Gallagher's High Flying Birds, formé de lui-même, de l'ancien pianiste de Oasis Mark Rowe, du batteur Jeremy Stacey de The Lemon Trees, et du percussionniste et bassiste Lenny Castro. Son nouvel album, Noel Gallagher's High Flying Birds, paraît le 17 octobre de la même année.
L'album de Noel Gallagher a été enregistré entre Londres et Los Angeles. Il a repris, dans cet album, des titres qu'ils avaient composés précédemment mais qui n'ont pas pu être insérés dans l'album d'Oasis, Dig Out Your Soul (2008), par manque de temps, tels que I Wanna Live In a Dream In My Record Machine ou encore Stop the Clocks. Son titre Everybody's On The Run s'est écouté plus de cent cinquante mille fois sur Youtube, enregistré par une fan lors des préparatifs d'Oasis à Rio de Janeiro alors que ni maquette, ni démo n'avait été encore déposée.
Le 21 août 2011, le premier single tiré de l'album, intitulé The Death of You and Me, est dévoilé. Précédemment écouté sur YouTube, il reçoit de très bonnes critiques de la part des médias spécialisés. Il arrive en 15e position sur le UK Singles Chart et le clip vidéo est visionné plus de 4,5 millions de fois sur YouTube.
Un second single, AKA... What a Life! sort le 19 septembre suivant. Bien reçu par la critique, il arrive en 20e position sur le UK Singles Chart.
Début 2012, Noel planche déjà sur un second album en collaboration avec le duo électronique Amorphous Androgynous (présents lors de l'enregistrement de ce premier opus et auteurs d'un remix psychédélique de plus de 22 minutes du dernier single de Dig Out Your Soul, Falling Down), qu'il annonce d'abord pour fin 2012, puis pas avant 2013 : « la tournée est suspendue durant juillet, je prévois d'élaborer quelque chose pendant ce temps, puis de le terminer après la tournée, en octobre, explique-t-il au magazine NME en février. Je mets la barre assez haut avec le premier album et je n'en enregistre pas par intérêt personnel. Pour le moment, le second n'est pas assez bon - il ne sortira pas d’ici qu'il le soit ».
Noel cherche donc à affirmer son départ solo avec High Flying Birds, avant de poursuivre, décision confirmée quelques mois plus tard alors qu'il préfère prendre un repos bien mérité une fois la tournée terminée par crainte de se précipiter sur un nouveau projet et de le regretter. « Regardez ce qu'il s'est passé après (What's the Story) Morning Glory? .. un désastre : Be Here Now », le 3e album d'Oasis étant encore aujourd'hui souvent cité comme leur plus faible effort, ce que Noel a toujours reconnu.
Le 3 mars 2015 paraît enfin le second album des Noel Gallagher's High Flying Birds. Intitulé Chasing Yesterday, il a été précédé par la publication des singles, In The Heat Of The Moment, en octobre 2014, et Ballad of the Mighty I, en janvier 2015. Le nombre de visions sur YouTube de ce dernier marque un retour vers une certaine popularité. En effet, l'album entre à la première place dans les charts anglais dès la semaine de sa sortie.
En 2021, l'aîné Gallagher sort un best-of de ses dix années passées avec son nouveau groupe, Back the way we came: Vol.1 (2011-2021).

### Reformation d'Oasis
Le 27 août 2024, les frères Gallagher annoncent la reformation d'Oasis, avec une tournée prévue pour 2025.

### Vie privée
En 1988, Noel Gallagher part vivre avec Louise Jones qu'il décrit comme son « âme sœur » et pour qui il a écrit Slide Away. Mais ils se séparent en juin 1994, il déclare alors : « Je ne pense pas que je pourrais surmonter cela ».
En juin 1997, il épouse Meg Mathews et le 27 janvier 2000, ils ont une fille, Anaïs. Ils divorcent en 2001. Le 18 juin 2011, il épouse Sara Macdonald avec qui il a deux fils : Donovan, en 2007, et Sonny Patrick, le 1er octobre 2010. Ils divorcent en 2023.

## Matériel

### Guitares électriques
- Epiphone Les Paul : Noel Gallagher joue d'une Les Paul cherry sunburst, notamment visible dans le clip de Supersonic.
- Epiphone Sheraton, la guitare préférée de Noel lors des débuts d'Oasis. Noel a contribué à la nouvelle popularité des guitares Hollow body sur la scène du Rock.
- Gibson Les Paul : Fréquemment utilisée au début des années 2000, Noel Gallagher en possède différents modèles (dont une reçue du guitariste des Smiths, Johnny Marr, et qui servit à la composition de Slide Away, paru sur Definitely Maybe).
- Fender Paisley Telecaster.
- Epiphone Sheraton Supernova : La marque lui a réalisé fin 90/début 2000 ces 2 modèles signature Sheraton Supernova, une aux couleurs bleues de Manchester City FC, l'autre avec l'Union Jack sur la caisse. Ces modèles s'arrachent à prix d'or sur le net car, depuis, l'usine a arrêté leur production en Corée. Néanmoins, il n'a jamais été prouvé qu'il ait jamais joué sur une de ces guitares, celles-ci étant souvent confondues avec l'Epiphone Union Jack Sheraton Nashville Series qu'il utilisa en live à Maine Road en 1996.
- Gibson ES-355 : Ce modèle accompagna la majorité des concerts d'Oasis à partir de 2001.
- Gibson Firebird : Une des premières guitares électriques de Noel que l'on peut apercevoir dans le clip de Cigarettes and Alcohol.

### Guitares acoustiques
- Takamine (divers modèles) lors des débuts d'Oasis (Live By The Sea, There And Then)
- Gibson SJ-200 VS : Celle qu'il utilise le plus sur scène
- 1970 Martin D-28 : Le modèle que Noel aurait apparemment utilisé pour les parties acoustiques de l'album Dig Out Your Soul
- Epiphone Frontier (Modèle vintage) : Utilisé occasionnellement. Gem Archer en emploi une également.
- Guild 12 cordes (utilisée lors de show TV en 94 et sur Live by the sea)
- Epiphone EJ-200 : Utilisée aux débuts d'Oasis, elle est remplacée par l'actuelle SJ-200, sa « grande sœur ».

### Amplifications
Noel Gallagher utilisait au début d'Oasis un Marshall 80 Watts Valvestate qu'il a remplacé par un double corps Marshall (modèle Slash pour Main Road par exemple où la signature du guitariste des Guns & Roses sur l'ampli avait été cachée par un sticker de John Lennon) et sur de nombreux Orange. Il a également joué avec des Fender Bandmaster, Princeton et un Blues Junior, qu'il utilise avec des baffles Fender et sur les derniers concert d'Oasis avait troqué ses amplis favoris contre deux Hiwatt.

## Discographie

### Albums
Avec Oasis : Article principal : Discographie de Oasis.
- 1994 : Definitely Maybe
- 1995 : (What's the Story) Morning Glory?
- 1997 : Be Here Now
- 1998 : The Masterplan (Compilation de Faces-B)
- 2000 : Standing on the Shoulder of Giants
- 2000 : Familiar To Millions (Live)
- 2002 : Heathen Chemistry
- 2005 : Don't Believe the Truth
- 2006 : Stop The Clocks (Best-Of)
- 2008 : Dig Out Your Soul

#### Solo
| Year | Album                              | Peak chart positions | Peak chart positions | Peak chart positions | Peak chart positions | Peak chart positions | Peak chart positions | Peak chart positions | Peak chart positions | Peak chart positions | Peak chart positions | Peak chart positions |
| Year | Album                              | UK                   | US                   | IRL                  | Aus                  | Bel-FL               | Bel-Wa               | PB                   | Jap                  | Nlle Zélande         | Sco                  | Sue                  |
| ---- | ---------------------------------- | -------------------- | -------------------- | -------------------- | -------------------- | -------------------- | -------------------- | -------------------- | -------------------- | -------------------- | -------------------- | -------------------- |
| 2009 | The Dreams We Have as Children     | _                    | _                    | -                    | -                    | -                    | -                    | -                    | -                    | -                    | -                    | -                    |
| 2011 | Noel Gallagher's High Flying Birds | 1                    | _                    | 1                    | 16                   | 15                   | 25                   | 11                   | 5                    | 10                   | 1                    | 21                   |
| 2015 | Chasing Yesterday                  | -                    | -                    | -                    | -                    | -                    | -                    | -                    | -                    | -                    | -                    | -                    |
| 2017 | Who Built the Moon?                |                      |                      |                      |                      |                      |                      |                      |                      |                      |                      |                      |
| 2023 | Council Skies                      |                      |                      |                      |                      |                      |                      |                      |                      |                      |                      |                      |

#### Musique de film / Série télévisée
- 1998 : The X-Files: The Album (Bande originale du film X-Files pour laquelle Noel a composé une chanson, Teotihuacan)
- 1998 : Stay Young (The Masterplan) fait partie de la bande originale du film The Faculty

### Singles

#### Noel Gallagher's High Flying Birds
| Year | Single                  | Peak chart positions | Peak chart positions | Album                              |
| Year | Single                  | UK                   | IRE                  | Album                              |
| ---- | ----------------------- | -------------------- | -------------------- | ---------------------------------- |
| 2011 | The Death of You and Me | 15                   | 35                   | Noel Gallagher's High Flying Birds |
| 2011 | AKA... What a Life!     | 20                   | -                    | Noel Gallagher's High Flying Birds |
| 2011 | If I Had a Gun...       | 95                   | -                    | Noel Gallagher's High Flying Birds |
| 2012 | Dream On                | 52                   | -                    | Noel Gallagher's High Flying Birds |
| 2012 | Everybody's On The Run  | 61                   | -                    | Noel Gallagher's High Flying Birds |
|      |                         |                      |                      |                                    |

#### Autres chansons
| Year | Single                                                                         | Peak chart positions | Album                                                          |
| Year | Single                                                                         | UK                   | Album                                                          |
| ---- | ------------------------------------------------------------------------------ | -------------------- | -------------------------------------------------------------- |
| 2009 | Don't Look Back in Anger (Live for Teenage Cancer Trust)                       | 101                  | The Dreams We Have as Children - Live at the Royal Albert Hall |
| 2009 | Talk Tonight (Live for Teenage Cancer Trust)                                   | 119                  | The Dreams We Have as Children - Live at the Royal Albert Hall |
| 2009 | Cast No Shadow (Live for Teenage Cancer Trust)                                 | 120                  | The Dreams We Have as Children - Live at the Royal Albert Hall |
| 2009 | (It's Good) To Be Free (Live for Teenage Cancer Trust)                         | 121                  | The Dreams We Have as Children - Live at the Royal Albert Hall |
| 2009 | The Importance of Being Idle (Live for Teenage Cancer Trust)                   | 141                  | The Dreams We Have as Children - Live at the Royal Albert Hall |
| 2011 | The Good Rebel (Noel Gallagher's High Flying Birds - B-Side)                   | 192                  | The Death of You and Me                                        |
| 2011 | Let the Lord Shine a Light On Me (Noel Gallagher's High Flying Birds - B-Side) | 107                  | AKA... What A Life!                                            |
| 2011 | Everybody's on the Run (Noel Gallagher's High Flying Birds - album track)      | 128                  | Noel Gallagher's High Flying Birds                             |

#### Comme artiste en vedette
| Year | Single                                                          | Peak chart positions | Album             |
| Year | Single                                                          | UK                   | Album             |
| ---- | --------------------------------------------------------------- | -------------------- | ----------------- |
| 1997 | Setting Sun (The Chemical Brothers featuring Noel Gallagher)    | 1                    | Dig Your Own Hole |
| 1998 | Temper Temper (Goldie featuring Noel Gallagher)                 | 13                   | Saturnzreturn     |
| 1998 | Let Forever Be (The Chemical Brothers featuring Noel Gallagher) | 9                    | Surrender         |
| 2004 | Keep What Ya Got (Ian Brown featuring Noel Gallagher)           | 18                   | Solarized         |

### Morceaux d'Oasis chantés par Noel Gallagher
Definitely Maybe (1994)
- Sad Song (présent uniquement sur la version LP de l'album et en face B de Don't Go Away)
- Take Me Away (face B de Supersonic)
- D'Yer Wanna Be A Spaceman (face B de Shakermaker)

What's The Story Morning Glory ? (1995)
- Don't Look Back In Anger
- Step Out (face B de Don't Look Back In Anger)
- It's Better People (face B de Roll With It)
- You've Got to Hide Your Love Away (face B de l'EP japonais de Some Might Say)

Be Here Now (1997)
- Magic Pie
- Angel Child (face B de D'You Know What I Mean?)
- Heroes (face B de D'You Know What I Mean?)
- The Fame (face B de All Around The World)
- Flashbax (face B de All Around The World)

The Masterplan - A collection of B-Sides (1998)
- Talk Tonight (face B de Some Might Say)
- Going Nowhere (face B de Stand By Me)
- Half The World Away (face B de Whatever)
- The Masterplan (face B de Wonderwall)
- Acquiesce (face B de Some Might Say)

Standing On The Shoulder Of Giants (2000)
- Where Did It All Go Wrong?
- Sunday Morning Call
- (As Long As They've Got) Cigarettes In Hell (face B de Go Let It Out)
- One Way Road (face B de Who Feels Love)
- Helter Skelter (face B de Who Feels Love)
- Full On (face B de Sunday Morning Call)
- Carry Us All (face B de Sunday Morning Call)

Familiar To Millions (2000)
- Hey Hey, My My (Into the Black)

Heathen Chemistry (2002)
- Force Of Nature
- Little By Little
- She Is Love
- Just Getting Older (face B de The Hindu Times)
- Idler's Dream (face B de The Hindu Times)
- Shout It Out Loud (face B de Stop Crying Your Heart Out)
- (You've Got) The Heart of a Star (face B de Songbird)

Don’t Believe the Truth (2005)
- Mucky Fingers
- The Importance Of Being Idle
- Part Of The Queue
- Let There Be Love (en duo avec Liam)
- Sittin 'Here in Silence (On My Own) (face B de Let There Be Love)

Dig Out Your Soul (2008)
- Waiting For The Rapture
- (Get Off Your) High Horse Lady
- Falling Down
- Those Swollen Hand Blues (face B de Falling Down)
- Lord Don't Slow Me Down (chanson bonus sur l'album version Box set bonus CD)

### Influences
- The Beatles
- The Rolling Stones
- The Kinks
- The Who
- The Small Faces
- The Pretty Things
- Pink Floyd
- The Animals
- The Stooges
- Joy Division
- The Jam
- The Sex Pistols
- The Smiths
- The Stone Roses
- The La's
- Inspiral Carpets
- The Verve